# Donald Anderson, Baron Anderson of Swansea

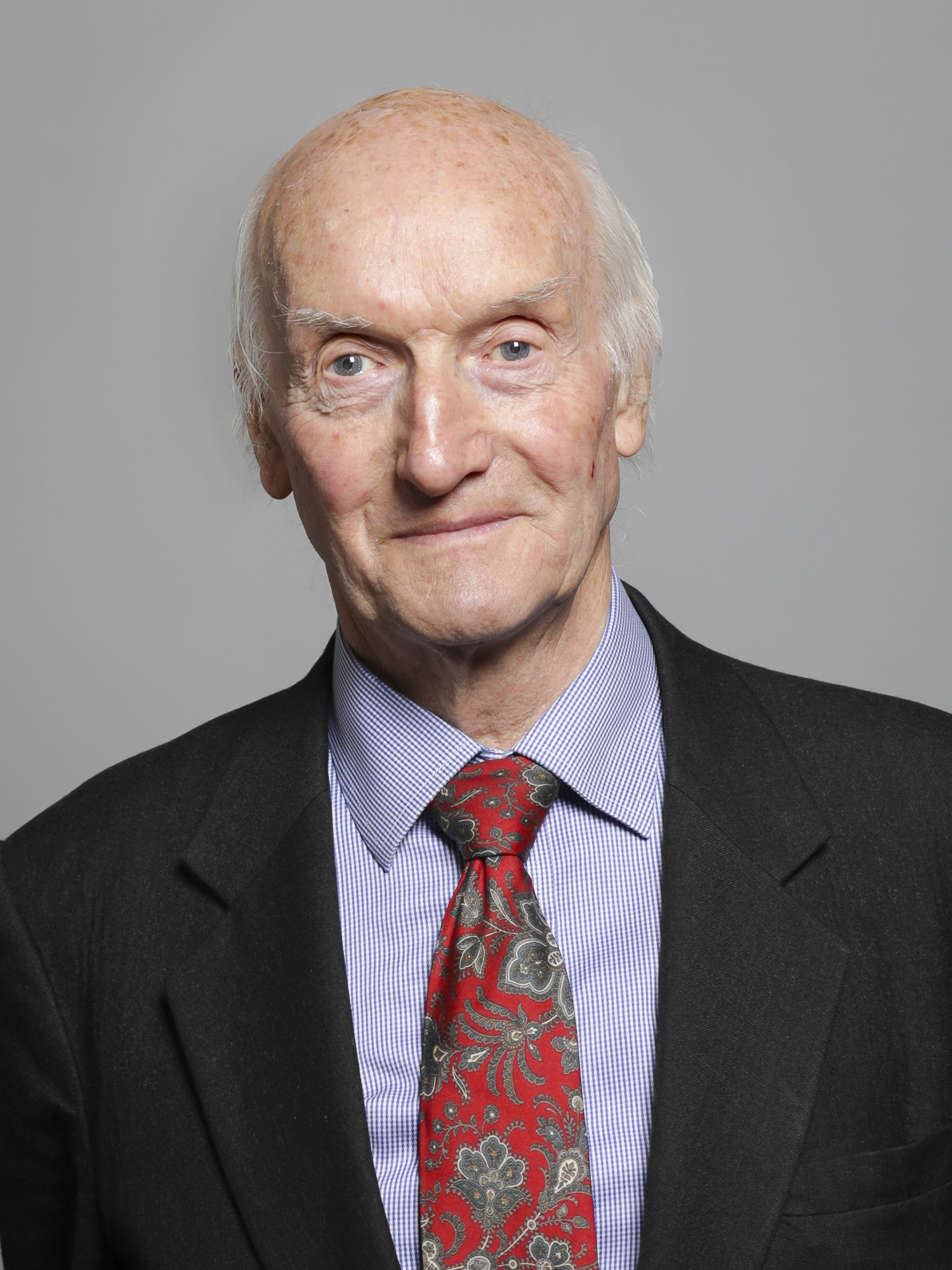
Donald Anderson, Baron Anderson of Swansea

Donald Anderson, Baron Anderson of Swansea PC (* 17. Juni 1939 in Swansea) ist ein britischer Politiker der Labour Party und als Life Peer Abgeordneter des britischen Oberhauses.

## Leben
Anderson besuchte die Brynmill Primary School, die Swansea Grammar School (jetzt: Bishop Gore School) und studierte an der Swansea University.
Anderson war von 1966 bis 1970 für den Wahlkreis Monmouth und von 1974 bis 2005 für Swansea East Abgeordneter im House of Commons. Damit gehört er in den letzten Jahren zu den Abgeordneten mit einer sehr langen Amtszeit.
Bei der Wahl im Jahr 2005 trat er nicht mehr zur Wahl an, wurde aber am 28. Juni 2005 als Baron Anderson of Swansea, of Swansea in the County of West Glamorgan zum Life Peer ernannt. Darüber hinaus wurde er im Februar 2006 zum Deputy Lieutenant, einem Stellvertreter des Lord Lieutenant, von West Glamorgan ernannt und gehört dem Kronrat (Her Majesty’s Most Honourable Privy Council) an. Sein Sohn ist der ehemalige Investmentbanker und Kolumnist Geraint Anderson.